# Trinchesia caerulea
Trinchesia caerulea är en snäckart. Trinchesia caerulea ingår i släktet Trinchesia och familjen Tergipedidae. Inga underarter finns listade i Catalogue of Life.